# 龚谷成
龚谷成（1940年—），湖南新化人。中国人民解放军中将。

## 生平
1940年12月出生在湖南省新化县白溪镇。大学文化。1958年12月加入中国共产党，1960年7月参加中国人民解放军。1963年毕业于解放军第一工程兵技术学校。曾任师政治部助理员、司令部作训科参谋。1967年6月后,任广州军区司令部作战部参谋、副科长。1983年1月任广州军区司令部作战部副部长。1983年9月入军事学院学习，后任广州军区某军副军长，某集团军军长。1990年7月被授予少将军衔。1993年12月任广州军区参谋长。1995年7月晋升为中将军衔。1996年11月任广州军区副司令员、党委常委。是中共第十四届、十五届中央候补委员，第十六届全国代表大会代表，第十届全国政协常务委员会委员。

## 拓展阅读
- 曾德新. . 红网. 2018-11-01  [2022-09-18].

| 军职            | 军职                         | 军职            |
| --------------- | ---------------------------- | --------------- |
| 前任者： 陶伯钧 | 广州军区参谋长 1993年–1996年 | 繼任者： 宋文汉 |